# اوچاگائون
اوچاگائون (به انگلیسی: Uchagaon) یک روستا در هند است که در کارناتاکا واقع شده‌است.

## خصوصیات
اوچاگائون ۷٬۷۱۶ نفر جمعیت دارد.